# Николаевка (Идринский район)
Николаевка — деревня в Идринском районе Красноярского края в составе Романовского сельсовета.

## География
Находится примерно в 46 километрах по прямой на север-северо-запад от районного центра села Идринское.

## Климат
Климат резко — континентальный с холодной зимой и жарким летом, суровый, с большими годовыми и суточными амплитудами температуры. Максимальная высота снежного покрова 46 см. Среднемесячная температура января −21,1 ºС, июля +18,4 ºС. Продолжительность безморозного периода составляет 100 дней. Средняя дата последнего заморозка — 29 мая, первого заморозка — 7 сентября. Вегетационный период (с температурами выше +5ºС) длится 157 дней. Годовая сумма осадков составляет 387 мм, причем большая её часть выпадает в теплый период года (81 % от годовой суммы).

## Население
Постоянное население составляло 4 человека в 2002 году (100 % русские), 1 в 2010.